# فهرست بزرگترین گربه‌سانان
این فهرست بزرگ‌ترین گربه‌سانان ۱۰ گونه بزرگ گربه‌ایان موجود را نشان می‌دهد که بر اساس حداکثر وزن و اندازه‌های گزارش شده گونه‌های در طبیعت ثبت شده‌است. این فهرست شامل هیبریدهای گربه‌سانان مانند شیببر یا ببشیر نیست.

## فهرست
فهرست زیر شامل اندازه‌گیری وزن و طول برای نرهای بالغ وحشی هرگونه است:
| رتبه | نام               | نام علمی          | تصویر | میانگین وزن (کیلوگرم) | حداکثر وزن (کیلوگرم)                                                          | میانگین اندازه (متر) | حداکثر اندازه (متر) | ارتفاع شانه (سانتی‌متر) | محل بومی (برپایه قاره‌ها)           | نقشه پراکندگی |
| ---- | ----------------- | ----------------- | ----- | --------------------- | ----------------------------------------------------------------------------- | -------------------- | ------------------- | ---------------------- | ---------------------------------- | ------------- |
| ۱    | ببر               | Panthera tigris   |       | ۹۰–۲۵۸                | ۳۸۷٫۸ (in the wild, scales not verified, not accepted in scientific articles) | ۲.۳-۳.۰              | ۳٫۳۸                | ۷۰–۱۱۰                 | آسیا                               |               |
| ۲    | شیر               | Panthera leo      |       | ۱۶۰–۲۴۰               | 313 (in the wild; scales verified)                                            | ۲٫۷–۳٫۵              | ۳٫۸۷۵               | ۹۰-۱۳۵                 | آفریقا، آسیا، سابقاً اروپا و آمریکا |               |
| ۳    | جگوار             | Panthera onca     |       | ۵۶–۱۲۵                | ۱۵۸                                                                           | ۱٫۸٫۲٫۷              | ۲٫۸                 | ۶۸–۸۰                  | آمریکای شمالی و آمریکای جنوبی      |               |
| ۴    | شیر کوهی          | Puma concolor     |       | ۳۶–۱۰۵                | ۱۲۵٫۲                                                                         | ۱.۵-۲.۴              | ۲.۸                 | ۵۳–۸۸                  | آمریکای شمالی و آمریکای جنوبی      |               |
| ۵    | پلنگ              | Panthera pardus   |       | ۳۰–۸۰                 | ۹۶                                                                            | ۱٫۶–۲٫۳              | ۲.۷۵                | ۴۴–۷۸                  | آفریقا، اروپا و آسیا               |               |
| ۶    | یوزپلنگ           | Acinonyx jubatus  |       | ۲۵-۶۵                 | ۷۵                                                                            | ۱.۵-۲.۳              | ۲٫۵                 | ۷۷-۹۴                  | آفریقا، آسیا                       |               |
| ۷    | پلنگ برفی         | Panthera uncia    |       | ۲۲–۵۵                 | ۷۵                                                                            | ۱٫۶–۲٫۱              | ۲.۵                 | ۶۰–۶۶                  | آسیا                               |               |
| ۸    | سیاه‌گوش اورآسیایی | Lynx lynx         |       | ۱۵–۳۰                 | ۳۸                                                                            | ۸۰–۱٫۳               | ۱.۵                 | ۶۰–۷۱                  | آسیا، اروپا                        |               |
| ۹    | پلنگ ابری سوندا   | Neofelis diardi   |       | ۱۲–۲۶                 | ۲۶                                                                            | ۱.۳-۱.۶              | ۱٫۹                 | ۴۰–۵۲                  | آسیا                               |               |
| ۱۰   | پلنگ ابری         | Neofelis nebulosa |       | ۱۱٫۵–۲۳               | ۲۳                                                                            | ۱٫۲–۱٫۶              | ۱٫۹                 | ۴۶–۵۶                  | آسیا                               |               |